# Бакча-Сарай
Бакча-Сарай — посёлок в Верхнеуслонском районе Татарстана. Входит в состав Вахитовского сельского поселения.

## География
Находится в западной части Татарстана на расстоянии приблизительно 12 км на юг от районного центра села Верхний Услон на берегу Куйбышевского водохранилища.

## История
Основан в 1923 году.

## Население
Постоянных жителей было в 1926 — 22, в 1938 — 84, в 1949 — 85, в 1958 — 107, в 1970 — 97, в 1979 — 117, в 1989 — 209 (татары 75 %, русские 22 %). Постоянное население составляло 215 человек (татары 80 %) в 2002 году, 161 в 2010.